# Абд аль-Латіф Мірза
Абд аль-Латіф Мірза (*1429/1430 — 9 травня 1450) — емір Мавераннахра в 1449—1450 роках. Повне ім'я Абд аль-Латіф Мірза ібн Мухаммад Тарагай Улугбек на прізвисько «Падаркуш» (Батьковбивця).

## Життєпис

### Молоді роки
Походив з династії Тимуридів. Старший син Улугбека. Народився у 1429 або 1430 році. Невдовзі його було відправлено до діда Шахруха, де той тривалий час виховувався в Гераті. Замолоду виявив військовий хист. У 1442 році повернувся до Самарканда.
Згодом став намісником у Балхі та Тохаристані. У 1447 році брав участь у поході Шахруха на придушення повстання Султан-Мухаммеда в Західній Персії. Після смерті діда в м. Рей повернувся до Хорасану й істотно допоміг Улугбекові швидко придушити спротив та встановити владу в Хорасані, Дамгані та Астрабаді, заарештувавши Гаухад-Шад, удову Шахруха й її поплічників, які намагалися передати Хорасану іншому представникові роду Тимуридів — Ала аль-Даулі Абдуллаху. Проте більша частина Персії була втрачена: на заході отобарилася Кара-Коюнлу, центральними та південними областями володів Абул-КасімБабур, стрийєчний брат Абд аль-Латіфа.
Втім у 1448 році Абул-Касум Бабур захопив Мешхед та Герат, спільний похід 1449 року Улугбека та Абд аль-Латіфа загалом був успішним: вдалося відновити владу на північним Хорасаном, Гератом і Гурганом, проте Абд аль-Латіф зазнав невдачі в Нішапурі. Внаслідок цього батько із сином погиркалися (Улугбек звинуватив Абд аль-Латіфа у заколоті, але помилково). В цей час Улугбек повернувся до Мавераннахру, оскільки туди вдерся тюменський хан Абулхайр (Чингізид), що намагався захопити Самарканд.
Абд аль-Латіф як намісник Хорасану і Гургану не зміг протистояти ворогам, які невдовзі завдали йому поразки, захопивши все раніше відвойоване. Абд аль-Латіф втік до Самарканду, а потім перебрався до Балху. 

### Боротьба за трон
Невдовзі вступив у конфлікт з Улугбеком через недостатньою, на думку Абд аль-латіфа, участь батька у війні за Герат. Він наказав не перераховувати прибутки від податків на торгівлю з Делійським султанатом, що негативно позначилося на фінансах Улугбека. Зрештою відкрито виступив проти батька.
Того ж року Абд аль-Латіф біля Дамаска (околиці Самарканда) раптово напав на Улугбека, розбив його та захопив у полон. Останнього було оголошено поваленим, а новим правителем став Абд аль-Латіф Мірза. Він віддав батька на таємний суд шейхів та сейїдів, який засудив того до смерті. Водночас дозволив Улугбеку здійснити хадж до Мекки. Невдовзі неподалік Самарканда того було схоплено й страчено. Незабаром емір Абд аль-Латіф наказав стратити брата Абдул-Азіза, оскільки побоювався зазіхань того на владу.

### Володарювання
Після зміцнення свого становища в Мавераннахрі емір рушив проти могулістанського війська на чолі із Есен-Букою II, який захопив області до міста Шаш. Військова кампанія загалом була успішною, Абд аль-латіфу вдалося зупинити просування ворога та відвоювати частину ферганської області. Проте панування його тривало лише 6 місяців. У травні 1450 року Абд аль-латіфа мірзу вбив колишній вояк Улугбека. Владу захопив двоюрідний брат вбитого Абдуллах Мірза.